# C'est la vie (Stereophonics)
C'est la Vie è una canzone del gruppo musicale gallese Stereophonics, pubblicata nel 2015 come singolo estratto dall'album Keep the Village Alive.

## Tracce
Testo e musica di Kelly Jones.
1. C'est la Vie – 3:40

## Formazione
- Kelly Jones – voce, chitarra
- Richard Jones – basso
- Adam Zindani - chitarra, cori
- Jamie Morrison – batteria